# Końskowola
Końskowola è un comune rurale polacco del distretto di Puławy, nel voivodato di Lublino.

Ricopre una superficie di 89,63 km² e nel 2004 contava 9 010 abitanti.

## Geografia fisica
La frazione è situata nella Polonia sudorientale e si trova fra Puławy e Lublino, vicino Kurów, sul fiume Kurówka.